# Treptacantha barbata
Espèce
Treptacantha barbata (synonyme : Cystoseira barbata) est une espèce d’algues brunes de la famille des Sargassaceae.

## Nomenclature
Treptacantha barbata a pour synonymes selon AlgaeBase (30 août 2020) :
- synonymes homotypiques :
  - Abrotanifolia barbata Stackh., 1809 (basionyme) ;
  - Cystoseira barbata (Stackh.) C.Agardh, 1820 ;
- synonymes hétérotypiques :
  - Fucus barbatus Goodenough & Woodward, 1797 ;
  - Cystoseira hoppei C.Agardh, 1820 ;
  - Cystoseira barbata var. hoppei (C.Agardh) J.Agardh, 1842 ;
  - Cystoseira barbata f. hoppei (C.Agardh) Woronichin, 1908.

## Sous-espèces, formes et variétés
Selon World Register of Marine Species (12 juillet 2018) :
- forme Cystoseira barbata f. aurantia (Kützing) Giaccone, 1985
- forme Cystoseira barbata f. crinoides Filarszky
- forme Cystoseira barbata f. flaccida (Kützing) Woronichin
- forme Cystoseira barbata f. insularum Ercegovic, 1952
- forme Cystoseira barbata f. macrocarpa Schiffner
- forme Cystoseira barbata f. punctata Ercegovic, 1952
- forme Cystoseira barbata f. repens A.D.Zinova & Kalugina, 1974
- forme Cystoseira barbata f. stenocarpa Schiffner
- forme Cystoseira barbata f. hoppii (C.Agardh) Woronichin, 1908 = Cystoseira barbata (Stackhouse) C.Agardh, 1820
- variété Cystoseira barbata var. concatenata Kützing
- variété Cystoseira barbata var. flaccida (Kützing) Woronichin, 1908
- variété Cystoseira barbata var. tophuloidea (Ercegovic) Giaccone, 1986
- variété Cystoseira barbata var. turneri J.Agardh
- variété Cystoseira barbata var. verrucosa Kützing
- variété Cystoseira barbata var. hoppii (C.Agardh) J.Agardh, 1842 = Cystoseira barbata (Stackhouse) C.Agardh, 1820
- variété Cystoseira barbata var. pumila Montagne, 1841 = Cystoseira humilis Schousboe ex Kützing, 1860 (synonyme)
- variété Cystoseira barbata var. tophuloidea (Ercegovic) Giaccone, 1973 = Cystoseira barbata var. tophuloidea (Ercegovic) Giaccone, 1986 (synonyme)
- sous-espèce Cystoseira barbata subsp. tophuloidea Ercegovic, 1952 = Cystoseira barbata var. tophuloidea (Ercegovic) Giaccone, 1973 = Cystoseira barbata var. tophuloidea (Ercegovic) Giaccone, 1986 (synonyme)

## Distribution
Son aire de distribution s'étend entre les côtes de la mer Méditerranée, la mer Noire et le Portugal.

## Écologie
Elle se développe en surface, dans des eaux saumâtres.